# 大稲自動車
大稲自動車株式会社（だいとうじどうしゃ）は、福岡市東区に本社を置く陸運業（タクシー、ハイヤー）を事業内容とする日本の企業。

## 概要
福岡市中央区に本社を置く大稲グループに属するタクシー会社。福岡市及び近郊を事業エリアとする。他のタクシー会社とは一線を画したサービスが多いのが特徴である。全車ETCを搭載し、携帯電話の充電サービス（全キャリア対応）、低反発クッションの採用を行っている。2004年8月には国内初の試みとして、携帯電話端末に内蔵されているGPSを使用した配車システム「GPS Web Taxi」を採用（要登録、携帯電話を使用したポイントカードも採用している）、さらにこれも国内初のサービス介助士2級資格を持った乗務員による「Class A」と呼ばれるトヨタ・クラウンコンフォートを用いたタクシーも導入されている（このタクシーは7インチモニターやセパレートシートを採用。ウェルキャブ仕様の「ClassA Type F」も導入されている）。
加えて、一般のトヨタ・コンフォートにチャイルドシート、照明付ミラー、空気清浄機などを装備した、地元プロ野球球団福岡ソフトバンクホークスの名を付けた「ホークスタクシー」も導入されている。
また、ハイエースを使用したジャンボタクシー業務も行っており、ビアサーバーを搭載している（ただし、ジャンボタクシー料金に加え、8,500円～10,350円のサーバーオプション料が掛かる）。
他に、2時間以上タクシーを貸切ってラーメン店を複数回るラーメンタクシー、子供の送迎を行う「子供タクシー」、周産期の妊婦向けの「プレママタクシー」、女性向けに特化した「レディタク」、「シンデレラツアー」等、独特なサービス展開を行っている。関連会社に「株式会社福岡ハイヤーサービス」がある。

## 沿革
- 1950年（昭和25年）6月13日 - 大丸自動車として創業。
- 1987年（昭和62年）7月 - 大稲自動車に商号変更。
- 2004年（平成16年）8月1日 - GPS車両動態表示システム（GPS-AVM）を使用した無線配車を開始。

## 事業所
- 福岡県福岡市東区二又瀬新町11-35（本社営業所）

## 使用車両
- トヨタ・コンフォート・トヨタ・クラウンコンフォート - 67台（何れも小型）
- トヨタ・ハイエース（H100系ワゴン） - 2台

## 営業区域
- 福岡空港
- 福岡市東区
- 福岡市博多区
- 福岡市中央区
- 福岡市早良区

事業区域は福岡市全域及び福岡市近郊である。